# Kalaya
Kalaya est la principale ville de l'agence d'Orakzai.

## Guerre contre le terrorisme
La ville de situe au cœur de l'Offensive d'Orakzai et de Kurram lancée en mars 2010.